# Ridderorden in Mongolië
De regering van Mongolië kwam na de onafhankelijkheid in 1912 in handen van de Jabzandamba, een priester-koning, en daarna van Roman von Ungern-Sternberg. Het is niet bekend of zij onderscheidingen hebben ingesteld.
In de jaren '20 van de 20e eeuw kwam het land onder Russische en dus communistische invloed. De regering volgde in het decoratiebeleid het Russische voorbeeld en stelde socialistische orden in die sterk op die van de Sovjet-Unie leken.
- De Orde van de Held van de Mongoolse Volksrepubliek
- De Orde van de Held van de Arbeid van de Mongoolse Volksrepubliek
- De Orde van Suha Bator
- De Orde van de Rode Vlag van Militaire Deugd
- De Orde van de Rode Vlag van Deugd in de Arbeid
- De Orde van Moed tijdens Gevechten
- De Orde van de Poolster
- De Orde van de Moeder-Heldin

In naam, doel en uitvoeringen zijn deze orden slaafse kopieën van de Russische voorbeelden.
In 1992 viel ook het Mongoolse communistische regime, Men herstelde daarop een oude Mongoolse orde, de Orde van de Kostbare Staf en er werd een nieuwe ridderorde, de Orde van Dzjengis Khan ingesteld.